# Francis De Greef
Francis De Greef (født 2. februar 1985) er en belgisk tidligere professionel cykelrytter.